# Chris Robinson
Christopher Mark "Chris" Robinson, född 20 december 1966 i Marietta i Georgia, är en amerikansk sångare och medlem i hårdrock/blues-bandet The Black Crowes. Han är äldre bror till bandets gitarrist Rich Robinson.
Robinson var mellan 2000 och 2007 gift med skådespelerskan Kate Hudson. De har ett barn tillsammans.

## Diskografi
Soloalbum
- 2002 – New Earth Mud
- 2004 – This Magnificent Distance
- 2004 – Live at Bonnaroo
- 2007 – Brothers of a Feather: Live at the Roxy (med Rich Robinson)